# اکسل براون
اکسل براون (انگلیسی: Axel Braun؛ زادهٔ ۲۲ سپتامبر ۱۹۶۶) بازیگر پورنوگرافی اهل ایتالیا است.
وی همچنین برندهٔ جوایزی همچون تالار افتخارات ایکس‌آرسی‌او شده‌است.